# Стари Трстеник
Стари Трстеник је насеље у Србији у општини Трстеник у Расинском округу. Према попису из 2022. било је 498 становника (према попису из 1991. било је 849 становника).

## Демографија
У насељу Стари Трстеник живи 609 пунолетних становника, а просечна старост становништва износи 44,9 година (43,2 код мушкараца и 46,4 код жена). У насељу има 223 домаћинства, а просечан број чланова по домаћинству је 3,29.
Ово насеље је великим делом насељено Србима (према попису из 2002. године), а у последња три пописа, примећен је пад у броју становника.
|  |

| Демографија | Демографија | Демографија |
| Година      | Становника  | Становника  |
| ----------- | ----------- | ----------- |
| 1948.       | 808         |             |
| 1953.       | 872         |             |
| 1961.       | 882         |             |
| 1971.       | 861         |             |
| 1981.       | 957         |             |
| 1991.       | 849         | 779         |
| 2002.       | 733         | 816         |

| Етнички састав према попису из 2002.‍ | Етнички састав према попису из 2002.‍ | Етнички састав према попису из 2002.‍ | Етнички састав према попису из 2002.‍ | Етнички састав према попису из 2002.‍ |
| ------------------------------------ | ------------------------------------ | ------------------------------------ | ------------------------------------ | ------------------------------------ |
|                                      |                                      |                                      |                                      |                                      |
| Срби                                 | Срби                                 |                                      | 726                                  | 99,04%                               |
| Македонци                            | Македонци                            |                                      | 1                                    | 0,13%                                |
| Бугари                               | Бугари                               |                                      | 1                                    | 0,13%                                |
| непознато                            | непознато                            |                                      | 0                                    | 0,0%                                 |

| Година пописа     | 1948. | 1953. | 1961. | 1971. | 1981. | 1991. | 2002. |
| ----------------- | ----- | ----- | ----- | ----- | ----- | ----- | ----- |
| Број домаћинстава | 150   | 165   | 190   | 208   | 218   | 205   | 223   |

| Број чланова      | 1  | 2  | 3  | 4  | 5  | 6  | 7 | 8 | 9 | 10 и више | Просек |
| ----------------- | -- | -- | -- | -- | -- | -- | - | - | - | --------- | ------ |
| Број домаћинстава | 27 | 70 | 34 | 40 | 22 | 21 | 7 | 0 | 1 | 1         | 3,29   |

| Пол    | Укупно | Неожењен/Неудата | Ожењен/Удата | Удовац/Удовица | Разведен/Разведена | Непознато |
| ------ | ------ | ---------------- | ------------ | -------------- | ------------------ | --------- |
| Мушки  | 299    | 63               | 205          | 20             | 11                 | 0         |
| Женски | 332    | 37               | 212          | 72             | 11                 | 0         |
| УКУПНО | 631    | 100              | 417          | 92             | 22                 | 0         |

| Пол    | Укупно                    | Пољопривреда, лов и шумарство | Рибарство                            | Вађење руде и камена | Прерађивачка индустрија       |
| ------ | ------------------------- | ----------------------------- | ------------------------------------ | -------------------- | ----------------------------- |
| Мушки  | 162                       | 75                            | 0                                    | 0                    | 47                            |
| Женски | 106                       | 53                            | 0                                    | 0                    | 32                            |
| УКУПНО | 268                       | 128                           | 0                                    | 0                    | 79                            |
| Пол    | Производња и снабдевање   | Грађевинарство                | Трговина                             | Хотели и ресторани   | Саобраћај, складиштење и везе |
| Мушки  | 0                         | 1                             | 15                                   | 1                    | 2                             |
| Женски | 1                         | 0                             | 8                                    | 1                    | 1                             |
| УКУПНО | 1                         | 1                             | 23                                   | 2                    | 3                             |
| Пол    | Финансијско посредовање   | Некретнине                    | Државна управа и одбрана             | Образовање           | Здравствени и социјални рад   |
| Мушки  | 0                         | 7                             | 2                                    | 7                    | 3                             |
| Женски | 0                         | 2                             | 1                                    | 3                    | 4                             |
| УКУПНО | 0                         | 9                             | 3                                    | 10                   | 7                             |
| Пол    | Остале услужне активности | Приватна домаћинства          | Екстериторијалне организације и тела | Непознато            | Непознато                     |
| Мушки  | 1                         | 0                             | 0                                    | 1                    | 1                             |
| Женски | 0                         | 0                             | 0                                    | 0                    | 0                             |
| УКУПНО | 1                         | 0                             | 0                                    | 1                    | 1                             |